# Adam Cheyer

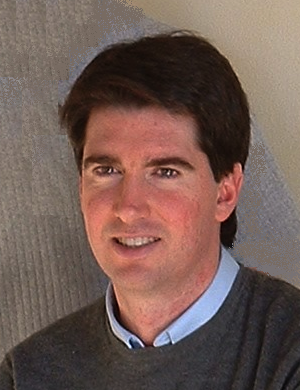
Adam Cheyer (2008)

Adam Cheyer ist ein amerikanischer Softwareingenieur und Mitbegründer von Siri, der Spracherkennungs-Software für die iPhones von Apple. Zuvor arbeitete er als Computer Scientist und technischer Direktor im Artificial Intelligence Center von SRI International, wo er der Chefentwickler des CALO-Projekts war.
Ferner war er Gründungsmitglied von Change.org und von Genetic Finance. Als innovativer Wissenschaftler und Unternehmensgründer ist er ein gefragter Vortragender bei Kongressen.
Cheyer studierte an der privaten Brandeis University in Massachusetts und erwarb dort 1988 den Grad eines Bachelor in Computer Science. Anschließend befasste er sich mit Artificial Intelligence und wurde 1993 an der University of California (UCLA) in Los Angeles zum Master of Science promoviert.